# کوه ایبوکی
کوه ایبوکی (به ژاپنی: 伊吹山, Ibuki-yama)، کوهی به ارتفاع ۱۳۷۷ متر (۴۵۱۸ فوت)، در مرز مایبارا، شیگا، استان شیگا و ایبیگاوا، گیفو، استان گیفو، ژاپن است.